# Suthora fulvifrons
El picoloro leonado (Suthora fulvifrons) es una especie de ave paseriforme de la familia Sylviidae que vive en Asia, en el Himalaya y sus estribaciones orientales.

## Descripción

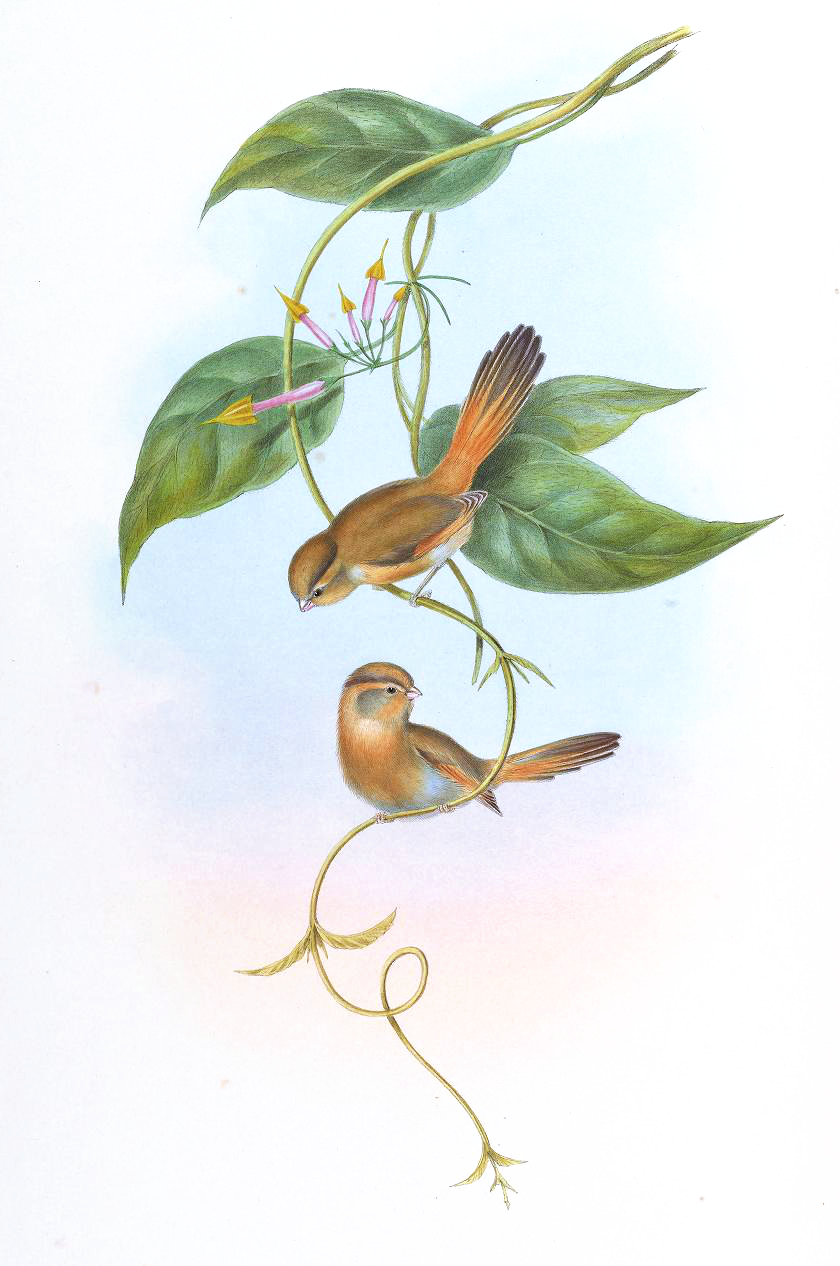
Ilustración de 1850 representando al picoloro leonado.

Es un pájaro pequeño, rechoncho y de cola larga, con una longitud corporal total de unos 13 cm.  Su cabeza, pecho y partes superiores son principalmente de tonos ocres anaranjado amarillentos, con unas anchas y largas listas pileales laterales pardo grisáceas, de tonos similares a las plumas de vuelo y los extremos de la cola; mientras que su vientre y obispillo son blanquecinos. Su pico es muy corto y de forma similar al de los loros.

## Distribución y hábitat
Se encuentra en el este del Himalaya y sus estribaciones orientales que rodean a la meseta tibetana, distribuido por Bután, Nepal, el suroeste de China y el norte de la India y Birmania.
Su hábitat natural es el monte bajo y zonas de matorral entre los 2600 y 3500 m s. n. m.